# Titus Edzoa
Titus Edzoa, née le 4 janvier 1945 à Douala, est un médecin et un homme politique camerounais.

## Biographie

### Enfance et Éducation
Titus Edzoa est né à Bonabéri, quartier de la ville de Douala le 4 janvier 1945. Ayant grandi au quartier New-Bell, Titus Edzoa fréquente l'école St-Jean Bosco où il effectue ses études primaires. En 1964, au collège Liberman à Akwa, il est parmi les plus jeunes de la classe avec comme camarade de promotion le futur ministre Laurent Esso. Il y obtient son Baccalauréat option philosophie à 19 ans en juin 1964.
Il fait ses études d’abord à Bergame en Italie. En février 1966, jouant de la guitare, il gagne un concours de chant. Il obtient en 1975 à Milan après 5 ans et demi au lieu de 6 à 7 ans un diplôme de doctorat en médecine  à l’université d’État de Milan le 23 septembre 1970. Cinq ans plus tard, le 23 novembre 1975, à juste 30 ans, il obtient son diplôme de chirurgie générale. 
De 1976 à 1985, il exerce le métier de chirurgien dans divers hôpitaux du Cameroun et enseigne à la faculté de médecine à Yaoundé.
Il se présentera plus tard au concours d'agrégation à Paris pour obtenir le titre d'agrégé de chirurgie générale le 8 janvier 1985, à l'âge de 40 ans.

### Vie publique
N'ayant au départ jamais envisagé de servir à un poste politique, c'est après une intervention chirurgicale réussie de la sœur de Paul Biya - alors premier ministre du Cameroun - que Titus Edzoa devient l'année suivante ministre chargé de mission, puis conseiller spécial à la Présidence de la République. En 1992 et 1993, il devient ministre de l’Enseignement supérieur puis Secrétaire Général de la Présidence de la République en 1994.
En septembre 1996, il redevient Ministre de la Santé avant de démissionner le 20 avril 1997 du gouvernement pour poser sa candidature à l’élection présidentielle camerounaise de 1997. 

#### Incarcération et libération
Il est arrêté le 3 juillet 1997, quelque temps après Michel Thierry Atangana - que l'on présente comme étant son futur directeur de campagne - et qu'il a rencontré au Comité de pilotage et suivi des axes routiers Yaoundé-Kibri et Ayos-Bertoua (COPISUR). Il est, comme Atangana, condamné à 15 ans de prison pour détournement de fonds publics, tentative de détournement et trafic d'influence en co-action, le 3 octobre 1997, à l'issue d'un procès à 4 h du matin, sans avocat de la défense,.
Sa libération a été effective le 24 février 2014, en même temps que celle de Michel Thierry Atangana.

#### Candidature à la présidentielle de 2018 au Cameroun
Dans le contexte de la crise anglophone au Cameroun, il décide de ne pas poser sa candidature à l'élection présidentielle du 7 octobre au Cameroun.

## Publication
- Méditations de prison (Yaoundé, Cameroun). Échos de mes silences, Éditions Karthala, avril 2012[7].
- Cameroun, combat pour mon pays.